# Tanja Logvin
Tanja Logvin, née le 25 août 1974 à Zaporojié en URSS (aujourd'hui Zaporijjia en Ukraine), est une handballeuse ukrainienne naturalisée autrichienne. Elle évoluait au poste d'arrière ou ailière gauche.

## Orthographe de son nom
Son nom peut être orthographié de différentes manières suivant la langue :
- en ukrainien : Тетяна Василівна Логвін[2], alors retranscrit en français en Tetiana Vassylivna Lohvine
- en allemand : Тatjana ou Тanja Logwin[1],[2], Tanja étant un diminutif de Тatjana
- en anglais : Тatyana Logvin[3].

En pratique, on peut aussi rencontrer différentes combinaisons de ces prénoms et nom, par exemple Тanja Logvin pour la Fédération autrichienne de handball ou Тatjana Logvin pour la Fédération européenne de handball. Finalement, Tanja Logvin semble être l'appellation la plus utilisée.

## Palmarès

### Club
compétitions internationales
- Vainqueur de la Ligue des champions (2) : 1998 et 2000

compétitions nationales
- Vainqueur du Championnat de la RF Yougoslavie (1) : 1997
- Vainqueur de la Coupe de la RF Yougoslavie (1) : 1997
- Vainqueur du Championnat d'Autriche (8) : 1998, 1999, 2000, 2001, 2002, 2003, 2005, 2006
- Vainqueur de la Coupe d'Autriche (8) : 1998, 1999, 2000, 2001, 2002, 2003, 2005, 2006
- Vainqueur du Championnat de Slovénie (1) : 2004
- Vainqueur de la Coupe de Slovénie (1) : 2004

### Sélection nationale
- 107 matchs et 820 buts (moyenne 7,66 buts/match) en équipe nationale d'Autriche[1]

Championnats du monde
- Médaille de bronze au Championnat du monde 1999,  Norvège et  Danemark
- 13e place au Championnat du monde 2005,  Russie

Championnats d'Europe
- 4e place au Championnat d'Europe 1998,  Pays-Bas
- 10e place au Championnat d'Europe 2004,  Hongrie
- 10e place au Championnat d'Europe 2006,  Suède

Jeux olympiques
- 5e place aux Jeux olympiques 2000 de Sydney,  Australie

### Récompenses individuelles
- Élue meilleure arrière gauche du Championnat d'Europe 2004
- Meilleure marqueuse du Championnat du monde 2005 avec 60 buts en 5 matchs (soit 12 buts de moyenne par match)
- Meilleure marqueuse de la Ligue des champions 2004-2005 avec 85 buts